# Chòm sao

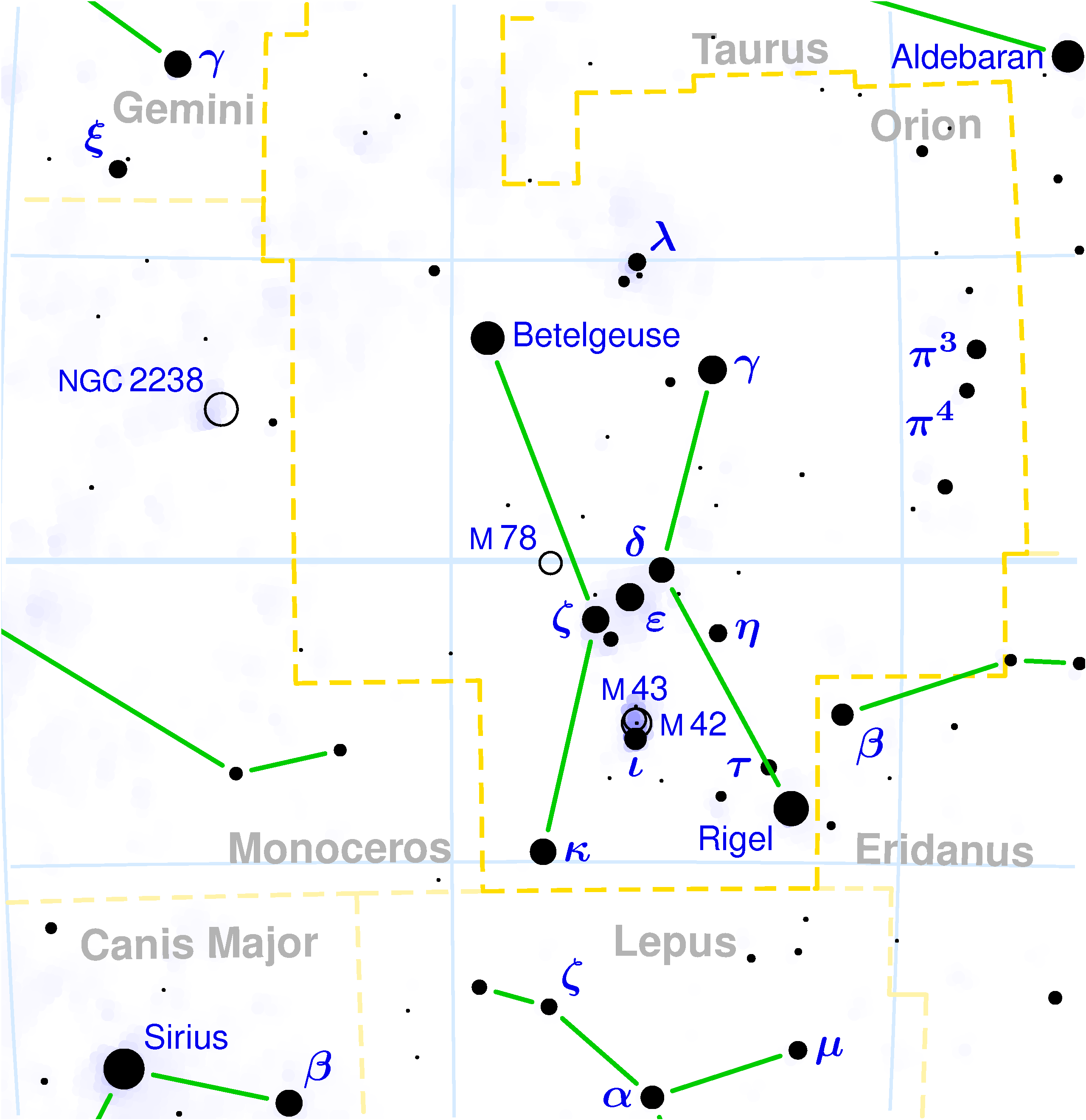
Lạp Hộ (Orion) là một chòm sao đáng chú ý, nó được nhìn thấy từ mọi nơi trên Trái Đất (nhưng không phải quanh năm).

Chòm sao là một nhóm các ngôi sao được người ta nhìn thấy trên bầu trời về ban đêm là gần nhau theo một hình dạng nhất định nào đó. Trong không gian ba chiều thì phần lớn các ngôi sao mà con người nhìn thấy là gần nhau thì lại không phải như vậy, chúng có rất ít quan hệ với nhau và có thể cách nhau rất xa. Loài người trong lịch sử phát triển của mình đã nghĩ ra các hình mẫu theo trí tưởng tượng để nhóm chúng lại thành các chòm sao.
Mảng sao (tiếng Anh: asterism) là những chòm sao mà rất nhiều người biết đến nhưng không được các nhà thiên văn hay Hiệp hội thiên văn quốc tế (viết tắt IAU) công nhận. Trong thuật ngữ của một số ngôn ngữ khác có sự phân biệt rõ ràng hơn trong tiếng Việt về cách gọi của từng trường hợp. Ví dụ: Trong tiếng Anh các chòm sao chính thức gọi là constellation còn các chòm sao "không chính thức" thì người ta gọi là asterism. Các ví dụ nổi tiếng nhất về chòm sao "không chính thức" trong tiếng Anh là The Plough (cái cày), tại Mỹ còn được gọi là Big Dipper, cho chòm sao Gấu lớn/Đại Hùng; Little Dipper cho chòm sao Gấu nhỏ/Tiểu Hùng...
Các ngôi sao trong một chòm sao, nói chung, rất ít khi có các quan hệ về mặt vật lý thiên thể đối với nhau; chúng chỉ xuất hiện cạnh nhau trên bầu trời khi quan sát từ Trái Đất và thông thường chúng cách xa nhau nhiều năm ánh sáng trong không gian. Tuy nhiên, có một ngoại lệ đối với nhóm chuyển động Đại Hùng.
Việc nhóm các ngôi sao vào các chòm sao về bản chất là một sự tùy ý, và các nền văn hóa khác nhau có các chòm sao khác nhau, mặc dù một số chòm sao sáng nhất có xu hướng được lặp lại thường xuyên hơn trong các nền văn hóa đó, ví dụ, Lạp Hộ (Orion) và Thiên Yết (Scorpius).
Hiệp hội thiên văn quốc tế (IAU) phân chia bầu trời thành 88 chòm sao chính thức với ranh giới chính xác, làm sao cho mọi hướng đều thuộc về chính xác một chòm sao. Trên bầu trời bắc bán cầu, có 47 chòm sao gắn liền với truyền thuyết của người Hy Lạp cổ đại, được truyền đến nay từ thời Trung Cổ, và chứa các biểu tượng của cung Hoàng Đạo.
Các ranh giới chòm sao được Eugène Delporte thảo ra năm 1930, và ông vạch chúng dọc theo các đường thẳng đứng và ngang của xích kinh và xích vĩ. Tuy nhiên, ông đã thực hiện điều này cho kỷ nguyên B1875.0, điều này có nghĩa là do tuế sai của các điểm phân thì các ranh giới trên các bản đồ sao hiện đại (ví dụ cho kỷ nguyên J2000) đã bị lệch đi một khoảng nhất định và nó không còn là các đường thẳng đứng hay ngang hoàn hảo nữa. Sự xiên lệch này sẽ tăng lên theo nhiều năm và thế kỷ sắp tới.
Các chòm sao thường được coi là điển hình hoặc thể hiện các công trình do con người tạo ra và thường đại diện cho các động vật, thần thoại hoặc thần linh, sinh vật huyền thoại hoặc các thiết bị được sản xuất.
Nguồn gốc thực sự cho những chòm sao sớm nhất có thể bắt nguồn từ thời tiền sử, những người sáng tạo đã sử dụng chúng để kể lại các câu chuyện quan trọng về niềm tin, kinh nghiệm, sáng tạo hoặc thần thoại của họ. Như vậy, các nền văn hoá và quốc gia khác nhau thường áp dụng các tập hợp các chòm sao của riêng mình, một số vẫn tồn tại vào đầu thế kỷ 20. Sự chấp nhận nhiều chòm sao đã thay đổi đáng kể qua nhiều thế kỷ. Nhiều chòm đã thay đổi về kích thước hoặc hình dáng, trong khi một số chòm trở nên nổi tiếng nhưng sau đó rơi vào cảnh tối tăm, hoặc những chòm khác chỉ được sử dụng bởi các nền văn hoá khác nhau hoặc các quốc gia đơn lẻ.
Ở bán cầu bắc, các chòm sao truyền thống phương Tây là bốn mươi tám mô hình cổ điển Hy Lạp, như đã nói trong cả tác phẩm Aratus được biết đến với tên Phenomena hay Almancest của Ptolemaios - mặc dù sự tồn tại thực sự của chúng có thể là trước những tên chòm sao này trong nhiều thế kỷ. Các chòm sao mới hơn ở bầu trời phía nam xa đã được thêm vào cuối thế kỷ 15 và giữa thế kỷ 18, khi các nhà thám hiểm châu Âu bắt đầu du hành tới bán cầu nam. Mười hai chòm sao quan trọng được gán cho hoàng đạo. Nguồn gốc của hoàng đạo có thể trở lại thời tiền sử, những đơn vị chiêm tinh đã trở nên nổi bật khoảng 400 TCN trong thiên văn học Babylon hay Chaldean.
Trên cơ sở nhu cầu thiên văn quan trọng cần chính thức xác định vị trí của tất cả các vật thể bầu trời trên toàn bộ bầu trời, Liên đoàn Thiên văn Quốc tế (IAU) đã phê chuẩn và công nhận 88 chòm sao hiện đại năm 1928. Do đó, bất kỳ điểm nào trong một hệ tọa độ thiên thể giờ đây có thể được rõ ràng được chỉ định cho bất kỳ chòm sao hiện đại nào. Hơn nữa, nhiều hệ thống đặt tên thiên văn cho chòm sao mà một vật thể thiên thể nào đó được tìm thấy cùng với một cái tên để truyền đạt một ý tưởng gần đúng về vị trí của nó trên bầu trời. ví dụ. Tên gọi Flamsteed cho các ngôi sao sáng bao gồm một số và dạng liên kết của tên chòm sao.
Chòm sao thời hạn cũng có thể đề cập đến các ngôi sao bên trong hoặc xuyên qua các ranh giới của chòm sao. Các nhóm sao nổi bật không hình thành nên những chòm sao hiện đại thường được gọi là những sao chổi. ví dụ. Các Pleiades, Hyades, False Cross, hoặc Venus 'Mirror trong chòm Lạp Hộ.

## Tên gọi
Từ "chòm sao" dường như đến từ cōnstellātiō của tiếng Latinh, có thể dịch là "bộ sao", và được sử dụng bằng tiếng Anh trong thế kỷ 14. Từ Hy Lạp cổ đại cho chòm sao là "ἄστρον". Một ý nghĩa thiên văn học hiện đại hơn về thuật ngữ "chòm sao" chỉ đơn giản là một mẫu hình có thể nhận biết được của những ngôi sao mà sự xuất hiện của nó có liên quan đến các nhân vật thần thoại hoặc sinh vật, hoặc động vật trên đất liền, hoặc các vật thể. Nó cũng có thể biểu thị cụ thể các chòm sao tên được công nhận chính thức cho 88 chòm sao được sử dụng ngày nay.
Cách sử dụng thông thường không tạo ra sự khác biệt rõ rệt giữa "chòm sao" hay "asterisms" nhỏ (kiểu sao), nhưng hiện đại chấp nhận các chòm sao thiên văn sử dụng một sự phân biệt như vậy. Ví dụ, các Pleiades và Hyades là cả hai asterisms (mảng sao), và mỗi trong chúng đều nằm trong các ranh giới của chòm sao Kim Ngưu. Một ví dụ khác được biết đến như Big Dipper (Hoa Kỳ) hoặc The Plough (Anh) bao gồm bảy ngôi sao sáng nhất trong khu vực của chòm sao Đại Hùng được IAU xác định. Ở phía nam của False Cross, asterism bao gồm các phần của chòm sao Thuyền Để và Thuyền Phàm.
Thuật ngữ cụm sao circumpolar được sử dụng cho bất kỳ chòm sao nào, từ một vĩ độ cụ thể trên Trái Đất, không bao giờ nằm dưới chân trời. Từ Bắc cực hoặc Nam cực, tất cả các chòm sao nam hay bắc của xích đạo trời là các chòm sao tròn. Tùy thuộc vào định nghĩa, các chòm sao xích đạo có thể bao gồm các chòm sao nằm trong khoảng 45 ° bắc và 45 ° Nam hoặc những con đường đi qua dải phân cách của hoàng đạo hay hoàng đạo, nằm giữa 23½ ° bắc, đường xích đạo và 23½ ° nam.
Mặc dù các ngôi sao trong chòm sao xuất hiện gần nhau trên bầu trời, chúng thường nằm ở một khoảng cách xa người quan sát. Vì sao cũng di chuyển dọc theo quỹ đạo của chúng qua Ngân Hà, chòm sao này phác hoạ thay đổi theo thời gian. Sau hàng chục đến hàng trăm ngàn năm, đường nét quen thuộc của họ dần dần trở nên không thể nhận ra được. Các nhà thiên văn học có thể dự đoán các chòm sao trong quá khứ hoặc tương lai bằng cách đo các ngôi sao riêng biệt của họ thông thường chuyển động thích hợp hoặc cpm. bằng phép đo chính xác chính xác và vận tốc xuyên tâm của chúng bằng quang phổ thiên văn.

## Lịch sử của những chòm sao ban đầu
Bằng chứng tiên phong sớm nhất cho các chòm sao đến từ những viên đá được khắc và những viên nén bằng đất sét được đào lên ở Mesopotamia (trong thời hiện đại của Iraq) có niên đại từ năm 3000 TCN. Có vẻ như phần lớn các chòm sao Mesopotamian được tạo ra trong một khoảng thời gian tương đối ngắn từ khoảng 1300 đến 1000 TCN. Những nhóm này xuất hiện sau đó trong nhiều chòm sao Hy Lạp cổ điển.

### Các chòm sao trong cổ đại gần phía Đông.
Máy tính bảng của Babylon ghi lại Sao chổi Halley vào năm 164 TCN.
Người Babylon là những người đầu tiên nhận ra rằng các hiện tượng thiên văn là định kỳ và áp dụng toán học vào các tiên đoán của chúng. Các danh mục sao của Babylon cổ nhất về sao và chòm sao bắt đầu từ thời Trung Cổ, đặc biệt là Ba Sao Mỗi văn bản và MUL.APIN, một phiên bản được mở rộng và sửa đổi dựa trên sự quan sát chính xác hơn từ khoảng năm 1000 TCN. Tuy nhiên, nhiều tên Sumer trong các catalog này cho thấy rằng chúng được xây dựng dựa trên những truyền thống của Sumer trong thời Bronze.
Zodiac cổ điển là một sản phẩm của một sửa đổi của hệ thống Old Babylon trong sau Neo-Babylon thiên văn học thế kỷ thứ 6 trước Công nguyên. Kiến thức về hoàng đạo Neo-Babylon cũng được phản ánh trong Kinh thánh Hebrew. EW Bullinger giải thích các sinh vật xuất hiện trong sách của Ezekiel (và từ đó trong Khải huyền) là dấu hiệu trung bình của bốn phần tư Zodiac, với Sư tử như Leo, Con bò như Taurus, Người đại diện cho Aquarius và chim ưng đứng trong Scorpio. Sách Giảng dạy Kinh thánh cũng đề cập đến một số chòm sao, bao gồm עיש 'Ayish' bier ", כסיל chesil" fool "và כימה chimah" heap "(Gióp 9: 9, 38: 31-32), được gọi là" Arcturus, Orion và Pleiades "của KJV, nhưng" Ayish "là" thực tế "tương ứng với Ursa Major [18]. Thuật ngữ Mazzaroth מַזָּרוֹת, một legomen hapax trong Gióp 38:32, có thể là từ tiếng Do Thái cho các chòm sao hoàng đạo.
Người Hy Lạp đã áp dụng hệ thống Babylon vào thế kỷ 4 trước Công nguyên. Tổng cộng có 20 chòm sao Ptolemaic được tiếp tục trực tiếp từ Cận Đông cổ đại. Một mười khác có cùng một ngôi sao nhưng khác tên.

### Các chòm sao trong cổ đại Cổ tích
Biểu đồ sao của Ai Cập cổ đại và đồng hồ decanal trên trần từ ngôi mộ Senenmut.
Chỉ có một số thông tin hạn chế về chòm sao người Hy Lạp bản địa, với một số bằng chứng phân mảnh được tìm thấy trong Tác phẩm và Những ngày của nhà thơ Hy Lạp Hesiod, người đã đề cập đến "thiên thể". Thiên văn học Hy Lạp chủ yếu sử dụng hệ thống Babylon cũ hơn trong kỷ nguyên Hellenistic, lần đầu tiên được giới thiệu đến Hy Lạp bởi Eudoxus của Cnidus vào thế kỷ 4 trước Công nguyên. Tác phẩm gốc của Eudoxus bị mất, nhưng nó vẫn tồn tại như là một phiên dịch của Aratus, có niên đại vào thế kỷ thứ 3 trước Công nguyên. Các tác phẩm hoàn chỉnh nhất hiện có liên quan đến nguồn gốc huyền thoại của các chòm sao là do nhà văn Hellenistic gọi là pseudo-Eratosthenes và một nhà văn La Mã cổ đại theo kiểu pseudo-Hyginus. Cơ sở của thiên văn học phương Tây như đã được giảng dạy trong thời cổ đại muộn và cho đến giai đoạn đầu hiện đại là Almagest của Ptolemaios, được viết vào thế kỷ thứ 2.
Trong Vương quốc Ptolemaic, truyền thống Ai Cập truyền thống của nhân vật nhân tạo đại diện cho các hành tinh, sao và các chòm sao khác nhau. Một số đã được kết hợp với các hệ thống thiên văn Hy Lạp và Babylon, đỉnh điểm là Zodiac of Dendera, nhưng nó vẫn không rõ ràng khi điều này xảy ra, nhưng hầu hết đã được đặt trong thời kỳ La Mã từ 2 đến 4 thế kỷ. Các hình ảnh cổ nhất được biết đến của hoàng đạo cho thấy tất cả các chòm sao quen thuộc hiện nay, cùng với một số Constellations Ai Cập, Decans và Planets. Almagest của Ptolemaios vẫn là định nghĩa tiêu chuẩn của các chòm sao trong thời kỳ Trung cổ ở châu Âu và trong thiên văn học Hồi giáo.

### Các chòm sao ở Trung Quốc cổ đại
Bản đồ sao Trung Quốc với một phép chiếu hình trụ (Su Song)
Trong thiên văn học Trung Quốc cổ đại đã có một truyền thống lâu đời trong việc quan sát chính xác các hiện tượng trên bầu trời. Các ngôi sao sau đó được phân loại trong 28 biệt thự đã được tìm thấy trên xương oracle được khai quật ở Anyang, có niên đại từ thời trung cổ Shang. Những chòm sao Trung Quốc này là một trong những cấu trúc quan trọng nhất và cũng là cổ nhất trên bầu trời Trung Quốc, được chứng thực từ thế kỷ thứ 5 trước Công nguyên. Sự tương đồng với danh mục sao của Babylon (Sumerian) sớm nhất cho thấy hệ thống Trung Quốc cổ đại không phát sinh độc lập.
Thiên văn học cổ điển của Trung Quốc được ghi lại trong thời kỳ Hán và xuất hiện dưới dạng ba trường học, được cho là do các nhà thiên văn học của thời kỳ Chiến Quốc. Các chòm sao của ba trường được đưa vào một hệ thống duy nhất bởi Chen Zhuo, nhà thiên văn học của thế kỷ thứ 3 (thời kỳ Tam Quốc). Tác phẩm của Chen Zhuo đã bị mất, nhưng thông tin về hệ thống chòm sao vẫn tồn tại trong các bản ghi thời Tang, đặc biệt là bởi Qutan Xida. Biểu đồ sao Trung Quốc còn tồn tại lâu đời nhất vào khoảng thời gian đó và được giữ nguyên như là một phần của các bản thảo Dunhuang Manuscripts. Thiên văn học bản địa của Trung Quốc phát triển mạnh trong thời nhà Tống, và trong triều đại nhà Nguyên ngày càng bị ảnh hưởng bởi thiên văn học Hồi giáo thời trung cổ (xem Luận thuyết về Chiêm tinh học của kỷ nguyên Kaiyuan). Khi các bản đồ được chuẩn bị trong giai đoạn này trên các đường dây khoa học nhiều hơn, chúng được coi là đáng tin cậy hơn.
Một bản đồ nổi tiếng được chuẩn bị trong thời kỳ Sông là Sơ đồ Thiên văn Tô Châu chuẩn bị với các chạm khắc của hầu hết các ngôi sao trên bầu trời quy mô của bầu trời Trung Quốc trên một tấm đá; nó được thực hiện chính xác dựa trên quan sát và có suprnova của năm 1054 trong Taurus khắc trên nó.
Ảnh hưởng bởi thiên văn học châu Âu vào cuối triều đại nhà Minh, nhiều ngôi sao được mô tả trên các bảng xếp hạng nhưng giữ lại các chòm sao truyền thống; các ngôi sao mới được quan sát được kết hợp như các sao bổ sung trong các chòm sao cũ ở bầu trời phía Nam, không mô tả bất kỳ ngôi sao truyền thống nào được ghi lại bởi các nhà thiên văn học Trung Quốc cổ đại. Những cải tiến khác được thực hiện trong phần sau của triều đại nhà Minh do Xu Guangqi và Johann Adam Schall von Bell,người Đức và được ghi lại ở Chongzhen Lishu (Bài báo về lịch sử Chongzhen, 1628). Bản đồ sao Trung Quốc truyền thống kết hợp 23 chòm sao mới với 125 sao của bán cầu nam trên bầu trời dựa trên kiến thức về các biểu đồ sao phương Tây; với sự cải thiện này, bầu trời Trung Quốc được lồng ghép với thiên văn học thế giới.

## Thiên văn học hiện đại xuất hiện sớm
Về mặt lịch sử, các chòm sao trên bầu trời có thể được chia thành hai vùng; cụ thể là bầu trời phía bắc và phía Nam, có nguồn gốc khác biệt rõ rệt. Vùng bầu trời hướng bắc có các chòm sao mà hầu hết đã tồn tại kể từ thời cổ đại, những tên gọi thông thường dựa trên thần thoại Hy Lạp cổ hay những người có nguồn gốc thực sự đã bị mất. Bằng chứng về các chòm sao này đã tồn tại dưới dạng các biểu đồ sao, có tính đại diện lâu đời nhất xuất hiện trên một bức tượng được gọi là Atlas Farnese, gợi ý dựa trên danh mục sao của nhà thiên văn Hy Lạp Hipparchus. Các chòm sao ở vùng bầu trời hướng nam là những phát minh hiện đại hơn, được tạo ra như các chòm sao mới hoặc trở thành các chòm sao thay thế cho chòm sao cổ xưa (điển hình như Argo Navis). Một số chòm sao ở bầu trời phía nam đã trở nên lỗi thời hoặc đã mở rộng các tên gọi mà đã được viết tắt thành các dạng có thể sử dụng được nhiều hơn nữa (ví dụ Musca Australis trở nên đơn giản chỉ là Musca).
Tuy nhiên, tất cả các chòm sao mới chưa bao giờ được chấp nhận rộng rãi, mà cách sử dụng trở nên phổ biến dựa trên nền văn hoá hoặc từng quốc gia. Việc xác định mỗi chòm sao và các ngôi sao được gán với chúng cũng có sự khác biệt đáng kể về kích thước và hình dạng, những ranh giới tùy ý của nó thường dẫn tới sự nhầm lẫn giữa các thiên thể. Trước khi các ranh giới chòm sao được định nghĩa bởi Hiệp hội Thiên văn Quốc tế (IAU) vào năm 1930, chúng xuất hiện như các vùng bầu trời bao bọc đơn giản.
Ngày nay họ dựa theo các đường lối được định danh chính thức xác nhận về xích kinh và xích vĩ phải dựa trên những điều mà Benjamin Gould định nghĩa ở phần 1875.0 trong danh mục sao của ông gọi là Uranometria Argentina.
Kể từ khi phát minh kính viễn vọng quang học, các nhà thiên văn học đã tìm thấy sự cần thiết phải sắp xếp các thiên thể, những kiến thức của họ có thể được sử dụng cho mục đích điều hướng hoặc về thiên văn, và điều này đòi hỏi phải có những định nghĩa về chòm sao và các ranh giới của chúng. Những thay đổi này cũng đã gán các ngôi sao trong mỗi chòm sao, như lần đầu tiên được thực hiện vào năm 1603 bởi Johann Bayer trong tập bản đồ sao Uranometria bằng cách sử dụng hai mươi bốn chữ cái trong bảng chữ cái Hy Lạp. Các bản đồ sao sau đó được xác định dựa theo bản đồ quả địa cầu dẫn tới sự phát triển của các chòm sao hiện đại đã được chấp nhận.